# Quankou (köpinghuvudort i Kina, Jiangxi Sheng, lat 29,50, long 115,03)
Quankou är en köpinghuvudort i Kina. Den ligger i provinsen Jiangxi, i den sydöstra delen av landet, omkring 120 kilometer nordväst om provinshuvudstaden Nanchang. Antalet invånare är 19 387. Befolkningen består av 9 236 kvinnor och 10 151 män. Barn under 15 år utgör 23,0 %, vuxna 15-64 år 69 %, och äldre över 65 år 7,0 %.
Runt Quankou är det ganska tätbefolkat, med 93 invånare per kvadratkilometer. Närmaste större samhälle är Longgang, 16,0 km nordväst om Quankou. I omgivningarna runt Quankou växer i huvudsak blandskog.
Genomsnittlig årsnederbörd är 2 252 millimeter. Den regnigaste månaden är maj, med i genomsnitt 345 mm nederbörd, och den torraste är januari, med 52 mm nederbörd.